# صقر المروج
صقر المروج أو الصقر المكسيكي (الاسم العلمي: Falco mexicanus) هو نوع من الصقر، أعطانه البلاد الأمريكية يكثر في المكسيك. يألف المناطق الداخلية بعيدًا عن الشواطئ. قوته العصافير والقواضم والحشرات.